# Juliette Émilie Debes
Juliette Émilie Debes, née le 20 août 1889 dans le 1er arrondissement de Paris, et morte à Rueil-Malmaison le 10 juillet 1979, est une peintre et portraitiste française.

## Biographie
Élève de Jean-Paul Laurens, elle expose au Salon des artistes français dès 1911 et y obtient une mention honorable en 1923, une médaille de bronze en 1926 et une médaille d'argent l'année suivante. 
Elle épouse Émile Beaume le 19 novembre 1927 à Paris.